# Escape (album của Enrique Iglesias)
Escape là album tiếng Anh thứ hai trong sự nghiệp âm nhạc của Enrique Iglesias. Album được phát hành vào ngày 30 tháng 10 năm 2001 trên toàn thế giới.
Album chủ yếu sử dụng dòng nhạc pop làm chủ đạo với những bài hát rất giản dị và xuất phát từ cuộc sống đời thường. Album đạt vị trí #2 trên Billboard 200 của Mỹ với 267.000 bản tiêu thụ trong tuần đầu tiên. Ngoài ra, album còn đạt vị trí #1 tại Anh, Úc cùng nhiều quốc gia khác. Tính đến nay, album đã bán được hơn 14.5 triệu bản trên toàn thế giới, trở thành album bán chạy nhất trong sự nghiệp của Iglesias.

## Danh sách bài hát
1. "Escape" - 3:28
2. "Don't Turn Off The Lights" - 3:47
3. "Love to See You Cry" - 4:07
4. "Hero" - 4:24
5. "I Will Survive" - 3:43
6. "Love 4 Fun" - 3:15
7. "Maybe" - 3:14
8. "One Night Stand" - 4:11
9. "She Be the One" - 3:36
10. "If the World Crashes" - 4:45
11. "Escapar" - 3:28
12. "No Apagues la Luz" - 3:48
13. "Héroe" - 4:23

Bonus track:
1. "Hero" (bản phối của Metro) - 4:17
2. "Maybe" (bản phối của Mark Taylor) - 3:10
3. "To Love a Woman" (song ca với Lionel Richie) - 3:53

## Bảng xếp hạng và tiêu thụ
| Bảng xếp hạng (2001-2002) | Vị trí | Công nhận        | Tiêu thụ    |
| ------------------------- | ------ | ---------------- | ----------- |
| Úc                        | 1      | 5x đĩa bạch kim  |             |
| Ailen                     | 1      | 5x đĩa bạch kim  |             |
| Canada                    | 1      | 6x đĩa bạch kim  |             |
| Đức                       | 1      | 2x đĩa bạch kim  |             |
| Ấn Độ                     | 1      | 3x đĩa bạch kim  |             |
| Mỹ                        | 2      | 3x đĩa bạch kim  | 3.500.000   |
| Anh                       | 1      | 4x đĩa bạch kim  |             |
| Thế giới                  | 1      | 14x đĩa bạch kim | 14.500.000+ |